# Georg Bachmayer
Georg Bachmayer (Fridolfing, 12 augustus 1913 - bij Münzbach, (Oostenrijk), 8 mei 1945) was een SS-Hauptsturmführer tijdens de Tweede Wereldoorlog en de tweede man in concentratiekamp Mauthausen.
Bachmayer was lid van de NSDAP en diende bij de Schutzstaffel (SS). Vanaf maart 1940 werkte hij in Mauthausen, waar hij zich bezighield met het opzetten van de subkampen die bij Mauthausen hoorden. 
Op 8 mei 1945 doodde Bachmayer zijn vrouw en twee kinderen, en pleegde zelfmoord.
Gerhard Kanthack, voormalige gedetineerde in Mauthausen, vertelt: Bachmayer was een sadist, die zijn twee bloedhonden ophitste tegen gevangenen, en deze door de honden liet verscheuren. Toen tijdens een appel een gevangene ontbrak in blok 20, waar gevangenen werden verhongerd, liet Bachmayer alle andere gevangenen aantreden totdat de ontbrekende gevonden was. Er werd een zoekactie in gang gezet, die er toe leidde dat de ontbrekende gevangene werd gevonden. Hij had zich verstopt in de barak. Toen Bachmayer te horen kreeg dat de gevangene was gevonden begon hij te trillen en sprak "den erschlag ich eigenhändig" (die sla ik persoonlijk dood), hetgeen ook zo is gebeurd.

## Lidmaatschapsnummers
- NSDAP-nr.: 3 204 530 (lid geworden 1 mei  1933
- SS-nr.: 69 535 (lid geworden op 14 april 1933)